# Sven Kjellegård
Sven Anders Kjellegård, född 4 november 1904 i Öckerö socken, död 10 mars 1969 i Härlanda, var en svensk fångvårdsman.
Sven Kjellegård var son till fiskaren Anders Hilder Andersson. Efter studentexamen i Göteborg 1924 och juris kandidatexamen i Uppsala 1929 samt tings– och fångvårdstjänstgöring var Kjellegård föreståndare för kronohäktet i Ystad 1937–1940 och assistent av andra klass vid Centralfängelset i Malmö 1940–1944. Som chef för Centralfängelset på Långholmen i Stockholm från 1944 fortsatte Kjellegård sin företrädare Sven Axis arbete med att åstadkomma en humanare fångvård, bland annat genom att ge ökade tillfällen till yrkesutbildning och fritidssysselsättning, bland annat idrottsutövning under fängelsetiden. Kjellegård arbetade även för att ersätta de kortare frihetsstraffen med andra former av kriminalvård. Han försökte även underlätta de frigivnas sociala anpassning genom att verka för vidgade anställningsmöjligheter och genom att påverka allmänhetens inställning till de frigivna i positiv riktning, bland annat genom tidnings- och tidskriftsuppsatser och i dramat Vanfrejd (uppfört i radio 1945).